# Cucumis
Cucumis (of pittenkruid) is een geslacht in de familie Cucurbitaceae (Komkommerfamilie).
Een aantal soorten zijn bekende cultuurgewassen, zoals
- suikermeloen (Cucumis melo)
- gehoornde meloen of kiwano (Cucumis metuliferus)
- augurk en de komkommer (Cucumis sativus).

... · 
Alsomitra · 
Benincasa · 
Bryonia · 
Citrullus · 
Coccinia · 
Cucumis · 
Cucurbita · 
Ecballium · 
Gynostemma · 
Lagenaria · 
Luffa · 
Momordica · 
Sechium · 
Sicana · 
Trochomeria · 
Xerosicyos · 
Zehneria · 
...